# Bundesstraße 493

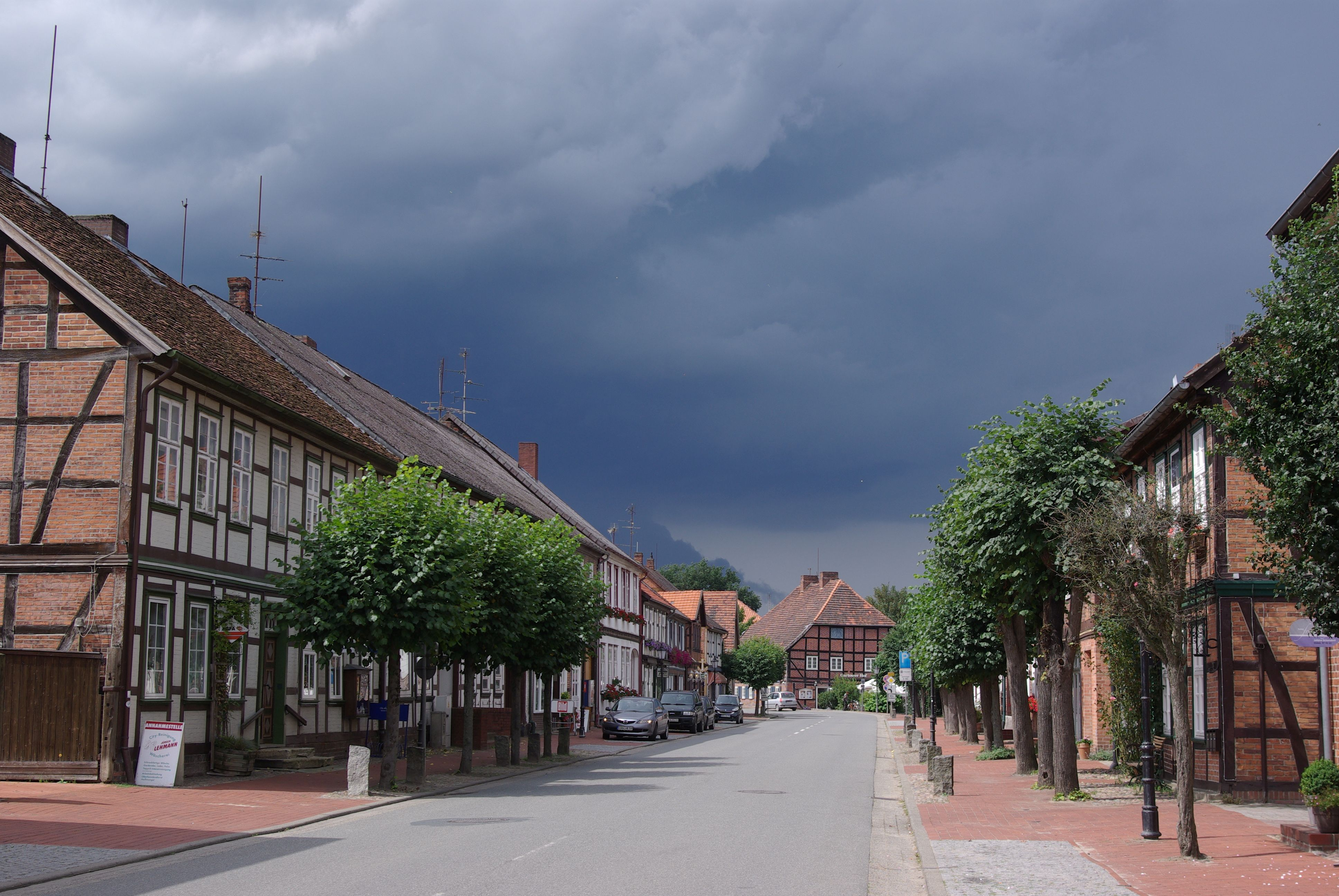
Die Hauptstraße in Gartow ist Teil der B 493

Die Bundesstraße 493 (Abkürzung: B 493) ist eine deutsche Bundesstraße in Niedersachsen.

## Geschichte/Weiteres
Das östliche Teilstück der Bundesstraße 493 von Schnackenburg bis Lüchow wurde Anfang der 1970er Jahre eingerichtet, um das Netz der Bundesstraßen und in diesem Fall die Erreichbarkeit der Grenzgebiete an der Innerdeutschen Grenze zu verbessern. Dies ist auch noch daran zu erkennen, dass die Bundesstraße 493 kurz vor der Elbfähre endet und das Teilstück auf der anderen Elbseite zur Bundesstraße 195 in Brandenburg eine Landesstraße ist. Das Stück von Uelzen bis Lüchow wurde erst viele Jahre später zur Bundesstraße 493 erklärt.
Die Hauptstraße in Gartow im Landkreis Lüchow-Dannenberg ist Teil der Bundesstraße 493.